# New York (Thegiornalisti)
New York è un singolo del gruppo musicale italiano Thegiornalisti, pubblicato il 7 settembre 2018 come terzo estratto dal quinto album in studio Love.

## Tracce
1. New York – 3:39

## Classifiche
| Classifica (2018) | Posizione massima |
| ----------------- | ----------------- |
| Italia            | 7                 |